# Корнале (Кунео)
Корнале је насеље у Италији у округу Кунео, региону Пијемонт.
Према процени из 2011. у насељу је живело 97 становника. Насеље се налази на надморској висини од 148 м.